# نیام کف‌پایی
نیام کف‌پایی یا فاشیای پلانتار (به انگلیسی: Plantar fascia) یک بافت همبند بلند و ضخیم است که درست زیر پوست کف پا قرار گرفته‌است.این رباط از پاشنه پا به زیر پنجه پا کشیده شده و موجب قوس کف پا می‌شود.
یک سر این رباط به سطح زیرین استخوان پاشنه (کالکانه) در محلی که به آن تکمه (توبرکل) پاشنه می‌گویند متصل شده و سر دیگر آن پهن شده و به بند ته‌انگشتی (یا پرگزیمال، اولین بند انگشت است که به کف پا متصل می‌شود) تمامی انگشتان پا متصل می‌شود. جنس نیام کف‌پایی عمدتاً از رشته‌های کلاژن است. این نیام در جوان‌ها به زردپی آشیل اتصال دارد ولی این اتصال در سنین بالاتر کم می‌شود.
با بالا بردن انگشتان پا (دورسی‌فلکس کردن) نیام کف‌پایی تحت کشش قرار گرفته و سفت می‌شود. در این حال اگر زردپی آشیل هم تحت کشش قرار گیرد کشش روی بیشتر می‌شود و همین سازوکار است که اساس درمان فیزیوتراپی توسط تحت کشش قرار دادن زردپی آشیل را تشکیل می‌دهد.
اتصال نیام کف‌پایی به دو انتهای کف پا موجب تشکیل قوس کف پا می‌شود. در واقع نیام کف‌پایی مانند زه یک کمان است که خود کمان (در اینجا استخوان‌های کف پا) را خم می‌کند. بدین طریق هم کمان (استخوان‌های کف پا) و هم زه (نیام کف‌پایی) تحت کشش قرار می‌گیرند. این خاصیت نیام کف‌پایی بر روی پویایی راه رفتن تأثیر فراوانی دارد. در حین راه رفتن وقتی کف پا بر روی زمین نیست کشش نیام کم بوده و قوس کف پا زیاد است و وقتی کف پا به زمین می‌رسد به علت فشاری که زمین از دو طرف به استخوان‌های پاشنه و پنجه پا وارد می‌کند (دو سر کمان) قوس کف پا کم شده و در عوض نیام کف‌پایی (زه) تحت کشش قرار گرفته و سفت می‌شود.
در مرحله بعدی راه رفتن وقتی فرد شروع به برداشتن کف پا از زمین می‌کند به علت کشش نیام کف‌پایی قوس کف پا مجدداً برقرار می‌شود. این حالت کششی و فنری که در نیام کف‌پایی وجود دارد موجب می‌شود تا در حین زمین گذاشتن پا انرژی در فنر (نیام کف‌پایی) ذخیره شده و با برداشتن پا انرژی مجدداً به پا برگردد. بدین طریق بدن انسان راهی پیدا کرده‌است تا بتواند مقداری از انرژی راه رفتن را ذخیره کرده و کارایی راه رفتن را بیشتر کند. با بالا آوردن انگشتان پا نیام کف‌پایی تحت کشش قرار گرفته و قوس کف پا بیشتر می‌شود.
در مراحل ابتدایی التهاب می‌توان از استراحت، کمپرس یخ، کفش مناسب و کشش ملایم عضلات کف پا و خلف ساق برای کاهش التهاب و درد بهره برد. جهت پیشگیری نیز حفظ وزن ایده‌آل، استفاده از کفش مناسب و نرمش و ماساژ عضلات پا و ساق بسیار مفید هستند.

## خلاصه زیست‌مکانیکی
وقتی انگشتان پا به پشت بالا برده می‌شوند (دورسی فلکشن) نیام کف‌پایی تحت کشش قرار گرفته و قوس کف پا زیاد می‌شود. این فرایند در چرخه راه رفتن درست در زمانی انجام می‌شود که فرد در حین بلند کردن پای خود از زمین است. در حین راه رفتن درست در لحظه‌ای که فرد می‌خواهد پایش را از زمین بلند کند انگشتان پایی خود را به پشت می‌برد. این سازوکار در روند کم و زیاد شدن قوس کف پا در حین راه رفتن و در نتیجه ذخیره انرژی کمک می‌کند.

## نگارخانه

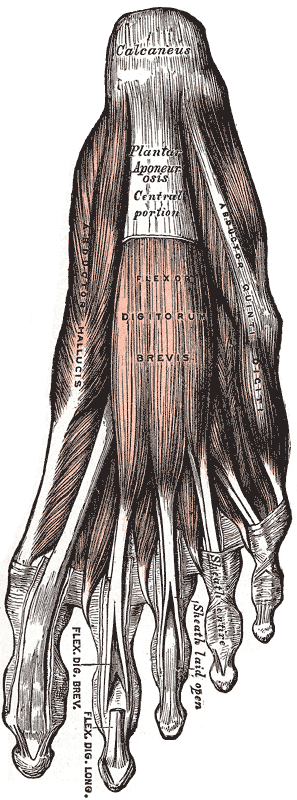